# کاوه یغمایی
کاوه یغمایی (زادهٔ ۲۱ آذر ۱۳۴۷ در تهران) خواننده، نوازنده، تنظیم‌کننده و آهنگ‌ساز راک اهل ایران است.

## زندگی‌نامه
کاوه یغمایی در سال ۱۳۴۷ در محله سلسبیل تهران به دنیا آمد. وی در ۱۰ سالگی آشنایی با موسیقی و نوازندگی گیتار آکوستیک و نیز الکتریک در سبک‌های مختلف به ویژه راک را به عنوان سبک تخصصی و مورد علاقه نزد پدر (کورش یغمایی) در خانواده آغاز کرد.
ورود به هنرستان عالی موسیقی در ۹ سالگی و آموزش تخصصی پیانوی کلاسیک نزد استاد نامدار نوین افروز و نیز آموزش هم‌زمان آهنگسازی، آرایش سازها و نوازندگی گیتار…
پس از انقلاب ۱۳۵۷ و انحلال هنرستان عالی موسیقی و توقف اجباری تحصیل آکادمیک موسیقی فراگیری موسیقی را در هنرستان عالی موسیقی پسران و فارغ‌التحصیلی با ساز تخصصی فلوت ادامه داد. در سال ۱۳۷۳ با ورود به دانشگاه و فراگیری تخصصی گیتار کلاسیک فعالیت حرفه‌ای در زمینه ضبط موسیقی، آهنگسازی و آرایش سازها را آغاز کرد.
او همچنین با هنرمندان زیادی در آلبوم‌های مختلف موسیقی به عنوان آهنگساز، و آراینده سازها نوازنده گیتار، فلوت، کیبورد، درامز و پرکاشن همکاری کرد. او استاد گیتار الکتریک در دانشکده موسیقی است. وی همچنین استاد موسیقی افراد مشهوری مانند سیروان خسروی بوده است. اولین آلبوم او با نام مترسک با آهنگسازی، تنظیم، نوازندگی و خوانندگی خودش در سال ۱۳۸۲ منتشر شد
که این آلبوم کمک زیادی به سیروان خسروی کرد که او وارد موسیقی شود.

## مهاجرت
کاوه برای پیگیری موسیقی روز دنیا و همچنین ایجاد همکاری با موزیسین‌های بین‌المللی ایران را ترک کرد. او پس از آن در ونکوور کانادا اقامت گزید. آلبوم دوم خود را با نام سکوت سرد با کمپانی ترانه در سال ۱۳۸۶ منتشر کرد. او در تاریخ ۱۷ اسفند ۱۳۹۰ به ایران بازگشت و در سال ۱۳۹۵ آلبوم منشور را منتشر کرد.
وی در حال حاضر در ونکوور کانادا زندگی می‌کند و دارای دو فرزند به نام آنیکا یغمایی و ورونیکا یغمایی هست.

## آلبوم‌ها

### مترسک (۱۳۸۲)
| #  | نام ترانه              | ترانه‌سرا    | آهنگساز     | تنظیم       |
| -- | ---------------------- | ----------- | ----------- | ----------- |
| ۱  | پل بی‌عبور              | مزدا شاهانی | کاوه یغمایی | کاوه یغمایی |
| ۲  | پنجه‌های آواز           | مزدا شاهانی | کاوه یغمایی | کاوه یغمایی |
| ۳  | چهارشنبه سوری          | مزدا شاهانی | کاوه یغمایی | کاوه یغمایی |
| ۴  | رویای بی‌ستاره          | مزدا شاهانی | کاوه یغمایی | کاوه یغمایی |
| ۵  | رویای خاکستری (بی‌کلام) | مزدا شاهانی | کاوه یغمایی | کاوه یغمایی |
| ۶  | مترسک                  | مزدا شاهانی | کاوه یغمایی | کاوه یغمایی |
| ۷  | مترسک (راک)            | مزدا شاهانی | کاوه یغمایی | کاوه یغمایی |
| ۸  | باور ریزش برگ          | مزدا شاهانی | کاوه یغمایی | کاوه یغمایی |
| ۹  | پل بی‌عبور (راک)        | مزدا شاهانی | کاوه یغمایی | کاوه یغمایی |
| ۱۰ | پرتگاه                 | مزدا شاهانی | کاوه یغمایی | کاوه یغمایی |

### سکوت سرد (۱۳۸۶)
| نام ترانه     | ترانه‌سرا        | آهنگساز     | تنظیم       |
| ------------- | --------------- | ----------- | ----------- |
| اولین حرف     | روزبه بمانی     | کاوه یغمایی | کاوه یغمایی |
| جاده          | وحید میراحمد    | کاوه یغمایی | کاوه یغمایی |
| ساده          | روزبه بمانی     | کاوه یغمایی | کاوه یغمایی |
| می‌بینمت هنوزم | روزبه بمانی     | کاوه یغمایی | کاوه یغمایی |
| نسل سوخته     | روزبه بمانی     | کاوه یغمایی | کاوه یغمایی |
| برگرد         | روزبه بمانی     | کاوه یغمایی | کاوه یغمایی |
| تب صفر        | روزبه بمانی     | کاوه یغمایی | کاوه یغمایی |
| فریب          | امید اطهری نژاد | کاوه یغمایی | کاوه یغمایی |

### منشور (۱۳۹۵)
| # | نام ترانه  | ترانه‌سرا        | آهنگساز     | تنظیم       |
| - | ---------- | --------------- | ----------- | ----------- |
| ۱ | منشور      | روزبه بمانی     | کاوه یغمایی | کاوه یغمایی |
| ۲ | یادش بخیر  | روزبه بمانی     | کورش یغمایی | کاوه یغمایی |
| ۳ | خاطره بازی | میثم یوسفی      | کاوه یغمایی | کاوه یغمایی |
| ۴ | ۴۸ ساعت    | روزبه بمانی     | کاوه یغمایی | کاوه یغمایی |
| ۵ | زخمی       | روزبه بمانی     | کورش یغمایی | کاوه یغمایی |
| ۶ | خصوصی      | میثم یوسفی      | کاوه یغمایی | کاوه یغمایی |
| ۷ | شب سرد     | نیلوفر فرزندشاد | کاوه یغمایی | کاوه یغمایی |
| ۸ | کوچه       | حسین غیاثی      | کاوه یغمایی | کاوه یغمایی |
| ۹ | تردید      | روزبه بمانی     | کاوه یغمایی | کاوه یغمایی |

آدم‌های شب زده (۱۴۰۰)
| نام ترانه        | ترانه‌سرا        | آهنگساز      | تنظیم       |
| ---------------- | --------------- | ------------ | ----------- |
| چرا نشناختمت     | میثم یوسفی      | برایان پولسن | کاوه یغمایی |
| دژاوو            | علیرضا آذر      | کاوه یغمایی  | کاوه یغمایی |
| کاش می‌شد         | فرید نیکنام     | فرید نیکنام  | کاوه یغمایی |
| می خوام برگردم   | مسعود میردامادی | کاوه یغمایی  | کاوه یغمایی |
| شعر نفس گیر      | مزدا شاهانی     | کاوه یغمایی  | کاوه یغمایی |
| آدم‌های شب زده    | امید اطهری نژاد | کاوه یغمایی  | کاوه یغمایی |
| کوله             | کوشا دلشاد      | کاوه یغمایی  | کاوه یغمایی |
| شوشتری (بی کلام) |                 | کاوه یغمایی  | کاوه یغمایی |

## تک‌آهنگ‌ها
- سفر (با همراهی شاهرخ ایزدخواه[۳])
- خیابان یک طرفه
- سحرگاه (به همراه پیمان نیکسار)
- گل یخ (بازخوانی کوروش یغمایی - اجرا در کنسرت ۲۰۰۸ ونکوور کانادا)
- سیاه (بدون کلام)
- ۱۳۹۷ جای من نیستی (به همراه سیروان خسروی)
- ۱۴۰۱ مرد عنکبوتی